# 즈이슌인
즈이슌인(일본어: 瑞春院, 1658년 3월 4일(만지(万治) 원년 2월 1일) - 1738년 7월 25일(겐분(元文) 3년 6월 9일))은 일본 에도 시대의 인물로, 에도 바쿠후(江戸幕府) 5대 쇼군인 도쿠가와 쓰나요시(徳川綱吉)의 측실이다. 본명은 덴(伝)으로, 흔히 오덴노 가타(於伝の方, 오덴 마님)이라는 별칭으로 알려져 있다. 또한 당대에는 도쿠가와 쓰나요시로부터 별당 산노 마루(三ノ丸)를 하사받아 산노 마루 님(三ノ丸様), 또는 도쿠가와 쓰나요시의 유일한 후계자를 낳은 공로를 인정받아 오후쿠로 님(御袋様) 으로도 불렸다.

## 자녀
- 장녀 쓰루히메 : 고산케(御三家) 기슈 도쿠가와가의 당주 도쿠가와 쓰나노리와 혼인했으나 자녀 없이 요절
- 장남 도쿠마쓰 : 요절

## 같이 보기
- 엔도 다네치카 - 미카미 번주. 스슌인의 조카이자 오가키 신덴 번주 도다 우지시게(5촌 당숙 도다 우지토시의 양자)의 양자
- 도다 우지시게 - 고모부 하치만 번주 엔도 쓰네토모의 인연으로 우지시게의 조카 엔도 쓰네히사가 후사 없이 사망하여 막부는 엔도씨의 막부에 대한 공적을 인정하여 스슌인의 조카 시라스 가즈마(후의 엔도 다네치카)를 우지시게의 양자로 들이게 하여 조카 엔도 쓰네히사의 뒤를 잇게하여 엔도씨의 명멱을 유지하게하였다.